# 자야 심하바르만 3세
자야 심하바르만 3세(1288년 – 1307년), 또는 쩨먼(Chế Mân, 制旻) 또는 하리짓(Harijit) 왕자라고 불린다. 그는 인드라바르만 5세의 아들이자:211, 가우렌드락스미(Gaurendraksmi) 왕비의 아들이다. 그는 몽골의 위협이 임박한 시기에 참파의 왕이었다. 1282년 쿠빌라이칸은 특사를 보내 참파를 통해 통로를 얻으려 했으나, 제문은 그들을 포로로 잡았다. 쿠빌라이칸은 그 후 대월의 쩐 왕조에게 참파를 응징하라고 요청했으나 거절당했다. 1282년 쿠빌라이칸이 침공했다. 인드라바르만 5세와 왕자 하리짓은 산으로 도망쳐 몽골인들은 더위와 질병, 물자 부족과 탈출을 겪게 되었다. 몽골 최고 지도자 사가투(Sagatou)의 죽음은 몽골의 참파, 안남 침공 종식의 시작이었다.:82–87
몽골에 대한 상호 항쟁은 대월과 참파를 더욱 가깝게 만들었다. 이리하여 대월의 황제 쩐년통은 그의 딸 후옌쩐을 오와 리 지방을 교환하는 댓가로 쩨먼에게 시집보냈다. 그의 또 다른 제1왕비는 바스카라데비 공주였지만, 그는 자바 출신의 공주인 따빠시 왕비와 결혼했다.:86–87,205
그러나 쩨먼은 얼마 지나지 않아 사망했고, 후옌쩐 공주는 남편과 함께 죽는 것을 거부하는 것은 참파에게 국가적 치욕으로 여겨졌다. 이에 따라 쩨먼의 아들 쩨찌는 대월에게 양도된 두 지방을 탈환하기 시작했다. 하지만 그는 패배했고, 대월에서 포로로 잡혀 죽었다.